# ビクトル・ディアス (バスケットボール)
ビクトル・デビッド・ディアス（Víctor David Díaz、1968年2月14日 - ）は、ベネズエラ・カラカス出身のバスケットボール選手である。ポジションはスモールフォワード。

## 来歴
LEPの地元チーム、ココドリロス・デ・カラカスで長年活躍を続けていた。
ベネズエラ代表としてバルセロナ五輪に出場。2002・2006年の世界選手権にも出場。2006年は大会最年長選手（当時38歳）として参加。
2015年、47歳で現役を引退した。